# 紫竹院路
紫竹院路为北京市海淀区的一条东西干道，起于白石新桥与西直门外大街相接，与西三环交于紫竹桥，终到西四环的四季青桥与杏石口路相接。白石新桥至紫竹桥段为快速路。
39°56′35″N 116°17′54″E / 39.94299°N 116.29838°E
由于周五下午与周日晚上为海淀外国语实验学校的离校和回校时间，导致该时段四季青桥出现严重堵车，因此目前在西四环至板井路一带设有潮汐车道。